# Olaf Büttner
Olaf Büttner (* 1956 in Wilhelmshaven) ist ein deutscher Schriftsteller. Er ist Verfasser zahlreicher Romane und Erzählungen für Erwachsene und Jugendliche. Seine Arbeiten erscheinen auch in Anthologien großer Verlage und in Schullesebüchern. Seit 2006 ist er Kolumnist bei der Wilhelmshavener Zeitung.

## Leben
Olaf Büttner studierte zunächst Sozialwesen in Bremen und beschäftigt sich seit 1987 als Sozialpädagoge mit behinderten oder verhaltensgestörten Kindern und Jugendlichen. Er absolvierte eine Ausbildung zum Drehbuchautor an der Medienakademie Ludwigshafen. Ab 1990 ist er als freier Schriftsteller tätig und schrieb seitdem Romane und Drehbücher.

## Veröffentlichungen
- Aufwind, Gedichte, 1980
- Gemischte Gefühle, Kurzgeschichten, Thaleia Verlag Saarbrücken, 1995
- Blueprint, Roman, Thaleia Verlag Saarbrücken, 1996
- Nordwind, Roman, Thaleia Verlag Saarbrücken, 1998
- Gier nach Glück, Erzählungen, Thaleia Verlag Saarbrücken, 2001
- Sommersturm, Roman, Patmos Verlag Sauerländer, Düsseldorf 2004 (übersetzt ins Litauische)
- Als könnt ich fliegen, Roman, Patmos Verlag Sauerländer, 2005
- Schlaf, mein Junge, Schlaf ein, Patmos Verlag Sauerländer, 2006 (übersetzt ins Litauische)
- Tod im Hafen, Patmos Verlag, Sauerländer Thriller, 2007
- Die letzte Party, Patmos Verlag, Sauerländer Thriller, 2008
- Entscheidung am Strand, Patmos Verlag, Sauerländer Thriller, 2009
- Der Junge aus den Wellen, Roman, Patmos Verlag, Sauerländer Shorts, 2009
- Die letzte Party, Taschenbuchausgabe, Arena Verlag Würzburg, 2009
- Filmriss, Taschenbuchausgabe, Ravensburger Verlag, 2010
- Bis einer stirbt, Taschenbuchausgabe, Ravensburger Verlag, 2013
- Als könnt ich fliegen, Taschenbuchausgabe, Ravensburger Verlag 2014
- Friesenschwindel, Küsten Krimi, Emons Verlag, 2017
- Friesen-Guru, Küsten Krimi, Emons Verlag, 2018
- Scherbenfrau, Thriller, dp Digital Publishers, E-Book und Taschenbuch, 2018
- Der Kick zur Freundschaft, Mildenberger Verlag, Schullesebuch ab Klasse 5, 2019
- Ins Netz gegangen, Mildenberger Verlag, Schullesebuch ab Klasse 5, 2019

## Übersetzungen
- 2008 Sommersturm ins Litauische: Vasaros Sumaistis
- 2008 Schlaf, mein Junge, schlaf ein ins Litauische: Mik, mano vaike, miegok
- 2010  " Schlaf, mein Junge, schlaf ein" in Blindenschrift, SBS Medienverlag, In 4 Bänden
- 2011  "Sommersturm", in Blindenschrift, SBS Medienverlag, In 4 Bänden

## Auszeichnungen (eine kleine Auswahl)
- 1998 Ausgewählter Teilnehmer am „Seminar für Jugendbuchautoren“ der Bertelsmannstiftung in München
- 2000 Ausgewählter Teilnehmer an der Ausbildung für Drehbuchautoren der Medienakademie Ludwigshafen
- 2005 Sommersturm bester deutschsprachiger Liebesroman des Vorjahres „DeLia 2005“, DeLiA
- 2006 Aufnahme in den Literaturkalender „Spektrum des Geistes“ des Husum Verlages
- 2007 Stipendium des Landes Niedersachsen für die Arbeit an „Die letzte Party“
- 2007 Tod im Hafen einer der 3 besten Krimis für Menschen ab 14 (Buchkultur-Krimi-Jury)
- 2008 Die letzte Party einer der 3 besten Krimis für Menschen ab 14 (Buchkultur-Krimi-Jury)
- 2009 Die letzte Party Nominierung für  den Hans-Jürgen-Martin-Preis als bester deutschsprachiger Jugendkrimi

Büttner erhielt Einladungen auf internationale Literaturfestivals und Literaturmessen wie „Erlanger Poetenfest“, Literaturfestival „seitenweise“ Braunschweig, „Europäische Jugendbuchmesse“ Saarbrücken, „buch“ Basel, Krimifestival „Tatort Eifel“, Krimifestival „Mord am Hellwig“ und „Ostfriesische Krimitage“.